# 骨内膜
骨内膜（endosteum，复数：endostea）是一层薄而富含血管的结缔组织膜，覆盖長骨髓腔内表面的骨组织。
在长期營養不良的情况下，这种内膜表面通常会被吸收，导致骨皮质厚度减少。
骨的外表面由一层薄薄的结缔组织覆盖，其形態和功能与内膜非常相似。这层组织被称为骨膜，或骨膜表面。在骨骼生长过程中，成骨细胞在骨膜处沉积新的骨组织，使骨骼宽度增加。为了防止骨骼变得过厚，破骨細胞会从内膜侧吸收骨组织。

## 附图

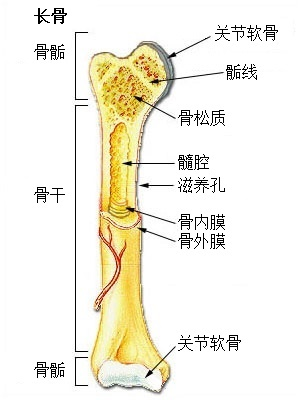
長骨